# Tufão Cobra
O Tufão Cobra, também chamado de Tufão de 1944 ou Tufão de Halsey, foi a designação dada pela Marinha dos Estados Unidos para um poderoso ciclone tropical que acertou a Terceira Frota em dezembro de 1944 na Segunda Guerra Mundial. Ele afundou três contratorpedeiros, matou 790 marinheiros, danificou nove navios e varreu várias aeronaves para o mar.

## História meteorológica
O Tufão Cobra foi observado pela Terceira Frota dos Estados Unidos pela primeira vez em 17 de dezembro de 1944. O centro de previsão do tempo da Forças Aéreas do Exército em Saipan enviou um avião de reconhecimento e descobriu que a tempestade estava seguindo em direção da frota, estimando ventos de 140 nós (260 quilômetros por hora). As pressões barométricas chegaram a cair até 924 megabares (27,3 polegadas de mercúrio), como relatado pelo contratorpedeiro USS Dewey.

## Força Tarefa 38
A Força Tarefa 38, um elemento da Terceira Frota dos Estados Unidos, sob o comando do almirante William Halsey, tinha recuado de operações na Campanhas das Filipinas, na Segunda Guerra Mundial, para poder reabastecer suprimentos e munição. A força tarefa era formada por sete porta-aviões, seis porta-aviões rápidos, oito couraçados, quatro cruzadores pesados, onze cruzadores rápidos e por volta de cinquenta contratorpedeiros. O grupo de reabastecimento, por sua vez, tinha doze petroleiros, três rebocadores, quinze contratorpedeiros e cinco porta-aviões de escolta carregando aeronaves sobressalentes.
A tecnologia da época não conseguia rastrear tufões, com o Tufão Cobra sendo especialmente poderoso, mas compacto, assim os sinais só ficaram aparentes quando ele se aproximou muito da frota. A situação começou a se deteriorar na manhã do dia 17 de dezembro, porém as previsões do tempo nos porta-aviões erraram repetidas vezes a seriedade da situação. Com os mares cada vez mais bravios, o reabastecimento ficou mais perigoso, assim Halsey ordenou a paralisação da operação às 12h51min e mandou que as embarcações que não tinham reabastecido enchessem seus tanques de lastro com água do mar. Entretanto, vários navios adiaram essa ação na esperança que os mares se acalmassem, especialmente os contratorpedeiros USS Spence, USS Hickox e USS Maddox, que estavam com menos de quinze por cento de combustível.

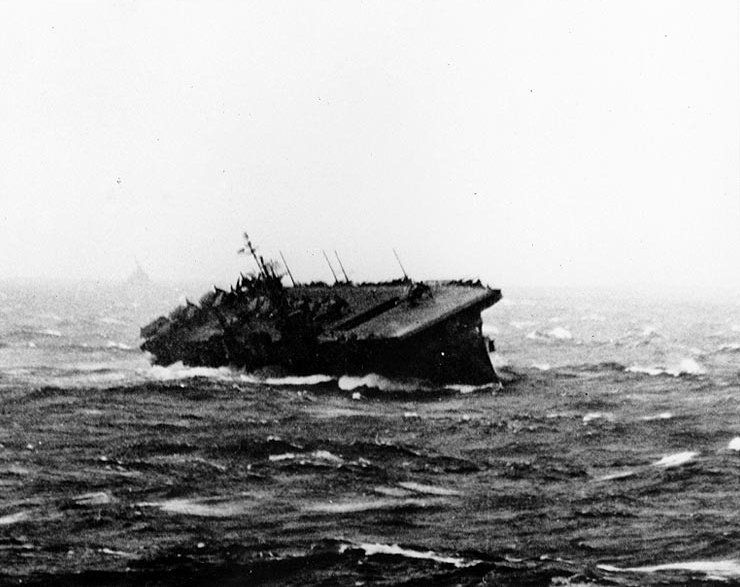
O USS Langley rolando severamente durante o tufão, 18 de dezembro de 1944

As tentativas de Halsey de tentar manobrar a Força Tarefa 38 para áreas mais calmas acabou colocando vários navios no caminho direto do tufão. Foi apenas às 4h00min da manhã de 18 de dezembro que ficou claro que a frota tinha caído no meio de uma tempestade séria, porém só às 11h00min que os barômetros caíram de maneira a indicar a aproximação de um tufão, não uma tempestade. Halsey ordenou às 11h49min que os navios saíssem de formação e enfrentassem os mares independentemente, algo que algumas embarcações já tinham começado a fazer antes. Ele emitiu oficialmente o aviso de tufão às 13h14min e os ventos chegaram a força de furação às 14h00min, com muitos dos porta-aviões nessa altura já avistando o olho do tufão nos seus radares.
Os porta-aviões rápidos da Classe Independence estiveram entre os navios em pior situação, pois eram embarcações que tinham sido construídas a partir da conversão de cascos de cruzadores rápidos. Todos sofreram de enorme rolamento desde pelo menos 9h00min da manhã, com o do USS Langley chegando a setenta graus. Sete aviões foram varridos para fora do USS Cowpens, enquanto outro se soltou e causou um incêndio que foi rapidamente apagado. Uma aeronave no hangar do USS San Jacinto se soltou e esmagou outras sete. Uma outra aeronave se soltou no hangar no USS Monterey às 9h11min e iniciou um incêndio sério que matou três tripulantes e destruiu dezoito aviões, com mais dezesseis tendo sido seriamente danificados pelo rolamento do navio. Os porta-aviões de escolta tiveram um desempenho melhor na tempestade, pois seus cascos eram de navios mercantes convertidos, porém por volta de noventa aviões foram perdidos.
Três contratorpedeiros foram afundados. O Spence estava com muito pouco combustível, mas ele só começou a encher seus tanques de lastro muito tarde, começando a rolar severamente até emborcar por volta das 11h10min com 317 mortos e 23 sobreviventes. Por volta do mesmo momento, o USS Hull, que estava com mais de setenta por cento de combustível e assim não encheu seus tanques de lastro, começou a ser atingido por ventos fortíssimos de mais de cem nós, que o fez rolar até água começar a entrar por sua chaminé e fazê-lo emborcar com 202 mortos e 62 sobreviventes. O USS Monaghan estava com muito combustível e ainda assim tentou encher seus tanques, porém suas válvulas travaram e o navio perdeu energia elétrica, afundando pouco depois do meio-dia com 256 mortos e apenas seis sobreviventes. Muitos dos sobreviventes desses navios foram resgatados pelo contratorpedeiro de escolta USS Tabberer, que teve seu mastro e antena de rádio destruídos, mas mesmo assim permaneceu na área por 51 horas.
Halsey só descobriu sobre os naufrágios às 2h25min do dia 19. Vários navios foram danificados seriamente e precisaram de grandes reparos, incluindo seis porta-aviões rápidos, três porta-aviões de escolta, um couraçado, dois cruzadores, doze contratorpedeiros e um petroleiro. Houve ao todo aproximadamente 790 mortos.
Uma comissão de inquérito foi estabelecida em 26 de dezembro a bordo do navio auxiliar USS Cascade, ancorado em Ulithi, presidida pelo vice-almirante John Hoover e com a presença do almirante Chester W. Nimitz. O inquérito culpou Halsey pelas perdas e danos, porém afirmou que as ações do almirante "foram erros de julgamento cometidos sob estresse das operações de guerra e vindos de um desejo louvável de cumprir as necessidades militares". O inquérito também determinou que os comandantes do Spence, Hull e Monaghan manobraram por muito tempo tentando manter formação, o que impediu que se concentrassem em "salvar seus navios".